# Patrouilleur (bateau)
Pour les articles homonymes, voir Patrouilleur.
Un patrouilleur est un bateau mis en œuvre par une marine militaire, douane, garde-côtière, police ou administration civile d'un État pour assurer différentes missions de souveraineté notamment dans ses eaux territoriales ou son domaine maritime.
Elles incluent des fonctions aussi variées que la police des pêches et de la navigation, la surveillance et la lutte anti-pollution, la répression de la piraterie, de la contrebande et des trafics illicites, la régulation de l'immigration, la recherche et le sauvetage en mer, ainsi que la lutte contre les activités armées de faible intensité, telles que la guérilla maritime ou le terrorisme. Du fait de cette polyvalence, des particularités géographiques, climatiques et géopolitiques, mais aussi de l'évolution de la technologie, des pratiques et de la législation, la conception d'un patrouilleur varie beaucoup à travers les pays et l'histoire. N'étant pas ou peu dévolus au combat naval ou à l'action vers la terre, ils sont généralement moins armés que les différents types de navires de guerre et d'un déplacement inférieur, bien que certaines unités dépassent les 3 000 tonnes (patrouilleurs hauturiers). Selon les spécificités nationales, ils sont parfois enregistrés sous la dénomination de vedette, cotre (cutter), corvette ou encore frégate. Par ailleurs, la fonction de patrouilleur peut également être assurée par d'autres petits bâtiments militaires comme les navires d'attaque rapide (lance-missiles ou torpilleurs), et plus rarement des navires de guerre des mines. Certains sont aussi des bateaux à usage privé, comme des chalutiers, convertis occasionnellement pour un usage militaire.

## Classification
Il existe aujourd'hui deux types de patrouilleurs :
- un petit navire de combat lance-missiles, rapide, destiné à la lutte anti-navires en eaux côtières et zones resserrées ;
- un bâtiment de service public faiblement armé utilisé pour des missions de sauvegarde maritime, de police et de surveillance des zones économiques (ZEE).

Pour un patrouilleur, la classification OTAN fait toujours précéder d'un « P » l'indicatif visuel :
- PB (patrol boat),
- PBF (tonnage inférieur à 300 tonnes),
- PC (patrouilleur côtier),
- PG (armé de canons),
- PH (hydroptère)

## Le patrouilleur lance-missiles
Autrefois, il était seulement équipé d'artillerie de petit calibre, et de torpilles. Ces systèmes imposaient au patrouilleur ou à la vedette rapide de s'approcher très près d'un objectif. Malgré des tactiques d'attaque surprise en meute et des guidages par des moyens externes (radars côtiers, aviation) ou combiné avec l'aviation d'assaut, leur vulnérabilité vis-à-vis de l'aviation adverse, de l'artillerie des forces de haute mer et leurs difficultés d'emploi ne leur donnaient pas un avantage déterminant.
L'avènement du missile mer-mer, dans les années 1960, a donné aux patrouilleurs et vedettes un regain d'intérêt en en faisant des navires d'une puissance offensive redoutable capables d'attaques à distance. Ils ont pour cette raison été adoptés par de nombreux pays dont l'environnement géostratégique conduit à la nécessité de marines côtières.

## Le patrouilleur de service public
Il s'agit d'un navire armé de mitrailleuses ou d'artillerie de petit calibre, chargé d'opérations de surveillance et de police des pêches ou de la navigation. Compte tenu du développement des activités illicites en mer et de l'accroissement des espaces maritimes où les États exercent des droits souverains, il équipe la plupart des marines ou des corps de garde-côtes. Dans les pays qui disposent de peu de ressources budgétaires, ces patrouilleurs, d'un coût assez peu élevé, peuvent même constituer les seules unités des forces navales.
Utilisé comme navire de surveillance de zone économique, il peut être conçu pour la haute-mer et être de tonnage relativement important et porte-hélicoptères. On parle alors de patrouilleur hauturier (OPV - Offshore Patrol Vessel). L'US Coast Guard l'appelle cotre (cutter).
Certaines marines utilisent des navires de défense côtière (NDC), bâtiments d'un tonnage un peu plus important, utilisé également comme navire de guerre des mines.
Certaines administrations civiles utilisent également des patrouilleurs, à l'exemple des douanes françaises, qui ont mis en service en 2007 deux patrouilleurs garde-côtes : le Jacques Oudart Fourmentin (DF P1) à Boulogne-sur-Mer et le Kermorvan (DF P2) à Brest. Ces navires de nouvelle génération sont destinés au contrôle en mer, notamment en vue de lutter contre le trafic illicite de stupéfiants. En juillet 2015, les douanes françaises font l'acquisition d'un patrouilleur - le Jean-François Deniau - plus spécialement aménagé pour le sauvetage de migrants en Méditerranée, dans le cadre de l'opération Triton.

## Liste de patrouilleurs
Est présenté ici un échantillon non exhaustif de navires patrouilleurs lancés à travers le monde, classable par nom, pays de construction, déplacement, nombre d'unités produites ou encore année de mise en service. Lorsque le pays propriétaire du navire est différent de celui l'ayant construit, il est indiqué dans les observations.
| Nom ou Classe            | Pays d'origine       | Déplacement (en t) | Nb d'unités     | Service     | Observations                                                                                    |
| ------------------------ | -------------------- | ------------------ | --------------- | ----------- | ----------------------------------------------------------------------------------------------- |
| Durjoy                   | Bangladesh           | 650                | 4 (+4 prévus)   | 2013 -      |                                                                                                 |
| Grèbe                    | France               | 300                | 1               | 1991 -      | Marine camerounaise depuis 2012.                                                                |
| Orca                     | Canada               | 210                | 8               | 2006 -      |                                                                                                 |
| Kingston                 | Canada               | 970                | 12              | 1996 -      |                                                                                                 |
| Gumdoksuri               | Corée du Sud         | 570                | 18              | 2008 -      | Capacité lance-missiles.                                                                        |
| Knud Rasmussen           | Danemark             | 2050               | 3               | 2008 -      |                                                                                                 |
| Diana                    | Danemark             | 250                | 6               | 2007 -      |                                                                                                 |
| Holm                     | Danemark             | 100                | 6               | 2006 -      | 2 des navires sont des chasseurs de mines, 2 autres des navires-écoles.                         |
| Thetis                   | Danemark             | 3500               | 4               | 1991 -      |                                                                                                 |
| Agdlek                   | Danemark             | 330                | 3               | 1974 -      | Seul le Tulugaq est encore en service.                                                          |
| Flyvefisken              | Danemark             | 450                | 14              | 1989 -      | Navires polyvalents aujourd'hui reconvertis, vendus ou désarmés.                                |
| Meteoro                  | Espagne              | 2850               | 6               | 2012 -      |                                                                                                 |
| Descubierta              | Espagne              | 1500               | 4               | 1978 -      | Corvettes lance missiles dont 4 sont reconverties en patrouilleurs hauturiers.                  |
| Serviola                 | Espagne              | 1200               | 4               | 1991 -      |                                                                                                 |
| Anaga                    | Espagne              | 320                | 10              | 1980 -      |                                                                                                 |
| Chilreu                  | Espagne              | 1800 / 2100        | 4               | 1992 -      |                                                                                                 |
| Toralla                  | Espagne              | 130                | 2               | 1987 -      |                                                                                                 |
| Aresa                    | Espagne              | 20                 | 23              | 1978 -      |                                                                                                 |
| Sea Spectre              | États-Unis           | 41                 | 20              | 1975 -      |                                                                                                 |
| Cyclone                  | États-Unis           | 330                | 14              | 1993 -      |                                                                                                 |
| PT boat                  | États-Unis           | 30 / 70            |                 | 1940 - 1945 | Vedettes lance-torpilles.                                                                       |
| Legend                   | États-Unis           | 4570               | 6               | 2008 -      |                                                                                                 |
| Sentinel                 | États-Unis           | 360                | 33 (+21 prévus) | 2012 -      |                                                                                                 |
| POM                      | France               | 1300               | 1+5             | 2023-       | Patrouilleurs outre-mer                                                                         |
| OPV 54                   | France               | 315                | 3               | 1997 -      |                                                                                                 |
| P400                     | France               | 375                | 12              | 1986 -      |                                                                                                 |
| L'Adroit (P725)          | France               | 1450               | 1               | 2012 -      | Propriété de DCNS, prêté à la Marine nationale française, revendu à l'Argentine.                |
| Arago (P675)             | France               | 900                | 1               | 1991 -      | Bâtiment hydrographique reconverti en 2002.                                                     |
| Fulmar (P740)            | France               | 550                | 1               | 1991 -      | Chalutier reconverti en 1997.                                                                   |
| La Confiance (PLG)       | France               | 700                | 3               | 2016 -      |                                                                                                 |
| d'Estienne d'Orves       | France               | 1400               | 9               | 1976 -      | Anciens avisos de lutte anti sous-marine, reconvertis dans les années 2010.                     |
| Albatros (P681)          | France               | 2000               | 1               | 1966 - 2015 | Chalutier reconverti en 1984.                                                                   |
| Trident (PATRA)          | France               | 115                | 4               | 1976 - 2015 |                                                                                                 |
| Mercure (P765)           | France               | 365                | 1               | 1958 - 1991 | Dragueur de mines de type DB1 reconverti.                                                       |
| Sarojini Naidu           | Inde                 | 259                | 9               | 2002-       | Patrouilleurs semi-hauturiers. 7 pour l'Inde (Garde-côtes), 2 pour Maurice.                     |
| Bay                      | Canada               | 370                | 6               | 1954 - 1986 | Dragueurs de mines canadiens reconvertis et transférés à la Marine française.                   |
| L'Ajaccienne             | Royaume-Uni          | 420                | 4               | 1935 - 1960 | Chalutiers dragueurs de mines britanniques transférés à la France et reconvertis.               |
| Le Malin (P701)          | Norvège              | 1000               | 1               | 1997 -      | Chalutier arraisonné et saisi par la Marine française puis reconverti en 2011.                  |
| Samuel Beckett           | Royaume-Uni          | 1950               | 3               | 2013 -      | Marine irlandaise                                                                               |
| Róisín                   | Royaume-Uni          | 1500               | 2               | 1999 -      | Marine irlandaise                                                                               |
| LÉ Eithne (P31)          | Irlande              | 1950               | 1               | 1984 -      |                                                                                                 |
| Emer                     | Irlande              | 1000               | 3               | 1978 -      |                                                                                                 |
| Þór                      | Chili                | 3900               | 1               | 2011 -      | Garde-côtes d'Islande                                                                           |
| Ægir                     | Danemark             | 1250               | 2               | 1967 -      | Garde-côtes d'Islande                                                                           |
| Reine                    | Norvège              | 760                | 2               | 2010 -      |                                                                                                 |
| Barentshav               | Norvège              | 3250               | 3               | 2009 -      |                                                                                                 |
| Nornen                   | Norvège              | 750                | 5               | 2007 -      |                                                                                                 |
| Harstad                  | Norvège              | 3200               | 1               | 2005 -      |                                                                                                 |
| Svalbard                 | Norvège              | 6375               | 1               | 2001 -      |                                                                                                 |
| Ålesund                  | Norvège              | 1350               | 1               | 1996 - 2016 |                                                                                                 |
| Nordkapp                 | Norvège              | 3200               | 3               | 1982 -      |                                                                                                 |
| Holland                  | Pays-Bas             | 3750               | 4               | 2011 -      |                                                                                                 |
| River                    | Royaume-Uni          | 1700 / 2000        | 12 (+2 prévus)  | 2003 -      | 5 en service dans la Marine brésilienne et la Marine royale thaïlandaise                        |
| Archer                   | Royaume-Uni          | 55                 | 17              | 1985 -      | 1 unité dans la police omanaise.                                                                |
| Scimitar                 | Royaume-Uni          | 24                 | 2               | 2003 - 2022 |                                                                                                 |
| Peacock                  | Royaume-Uni          | 700                | 5               | 1982 -      | Marine irlandaise, Royal Navy, Marine philippine                                                |
| OPV 70                   | Maroc                | 800                | 5               | 2011 -      | Marine royale marocaine.                                                                        |
| OPV 64                   | Maroc                | 600                | 5               | 1995 -      | Marine royale marocaine.                                                                        |
| Sierra                   | Mexique              | 1300               | 4               | 1999 -      |                                                                                                 |
| Durango                  | Mexique              | 1550               | 4               | 2000 -      |                                                                                                 |
| Oaxaca                   | Mexique              | 1500               | 6 (+2 prévus)   | 2003 -      |                                                                                                 |
| Holzinger                | Mexique              | 1000               | 4               | 1991 -      |                                                                                                 |
| Ferlo                    | Sénégal              |                    | 1               | 2013 -      | Marine sénégalaise                                                                              |
| Kédougou                 | Sénégal              |                    | 1               | 2015 -      | Marine sénégalaise                                                                              |
| Fouladou                 | Sénégal              | 500                | 1               | 2013 -      | Marine sénégalaise                                                                              |
| Walo                     | Sénégal              | 650                | 3               | 2023 -      | Bien armés : missiles antinavires et antiaériens, canon de 76 mm                                |
| Canot-patrouilleur 80/98 | Suisse               | 5                  | 11              | 1982 - 2020 |                                                                                                 |
| Canot-patrouilleur 16    | Finlande/ Suisse     | 11                 | 14              | 2019 -      | Armée suisse, compagnie de canots à moteur 10 (de)                                              |
| Anping                   | Taïwan               | 600                | 12              | 2020 -      |                                                                                                 |
| Changhua                 | Taïwan               | 1000               | 6               | 2022 -      |                                                                                                 |
| Chiayi                   | Taïwan               | 5000               | 4               | 2021 -      |                                                                                                 |
| Miaoli                   | Taïwan               | 1000               | 4               | 2014 -      |                                                                                                 |
| Yilan                    | Taïwan               | 3000               | 2               | 2014 -      |                                                                                                 |
| Barceló                  | Espagne              | 135                | 6               | 1976 -      | 1 unité encore en service dans la Marine tunisienne.                                            |
| Guaicamacuto             | Espagne              | 1450               | 4               | 2010 -      | Marine vénézuélienne                                                                            |
| Guaiquerí                | Espagne              | 2400               | 4               | 2011 -      | Marine vénézuélienne                                                                            |
| Cape                     | Australie            |                    | 10              | 2013 -      |                                                                                                 |
| Armidale                 | Australie            | 300                | 14              | 2005 -      |                                                                                                 |
| Kedah (type Meko 100)    | Allemagne/ Malaisie  | 1300               | 6               | 2006 -      | Marine royale malaisienne                                                                       |
| Protector (OPV)          | Australie/ Sri Lanka | 1900               | 2               | 2007 -      | Royal New Zealand Navy et Garde-côtes du Sri Lanka                                              |
| Protector (IPV)          | Australie            | 300                | 4               | 2009 -      | Royal New Zealand Navy                                                                          |
| Moa                      |                      | 90                 | 7               | 1983 - 2009 | Royal New Zealand Navy                                                                          |
| Hayabusa                 | Japon                | 200                | 6               | 2002 -      | Capacité lance-missiles                                                                         |
| Vasily Bykov             | Russie               | 1300               | 2 (+4 prévus)   | 2018 -      |                                                                                                 |
| Grachonok                | Russie               | 138                | 17              | 2010 -      |                                                                                                 |
| Mangust                  | Russie               | 27                 | 56              | 2001 -      |                                                                                                 |
| Piloto Pardo             | Chili                | 1700               | 7               | 2008 -      |                                                                                                 |
| Taitao                   | Chili                | 500                | 4               | 1993 -      |                                                                                                 |
| Puntas Mogotes           | Argentine            | 26                 | 2               | 1999 -      |                                                                                                 |
| NGCC Caporal McLaren MMV | Canada               | -                  | 1               | 2013-       | Sixième des neuf patrouilleurs semi-hauturiers de la classe Hero de la Garde côtière canadienne |

## Galerie

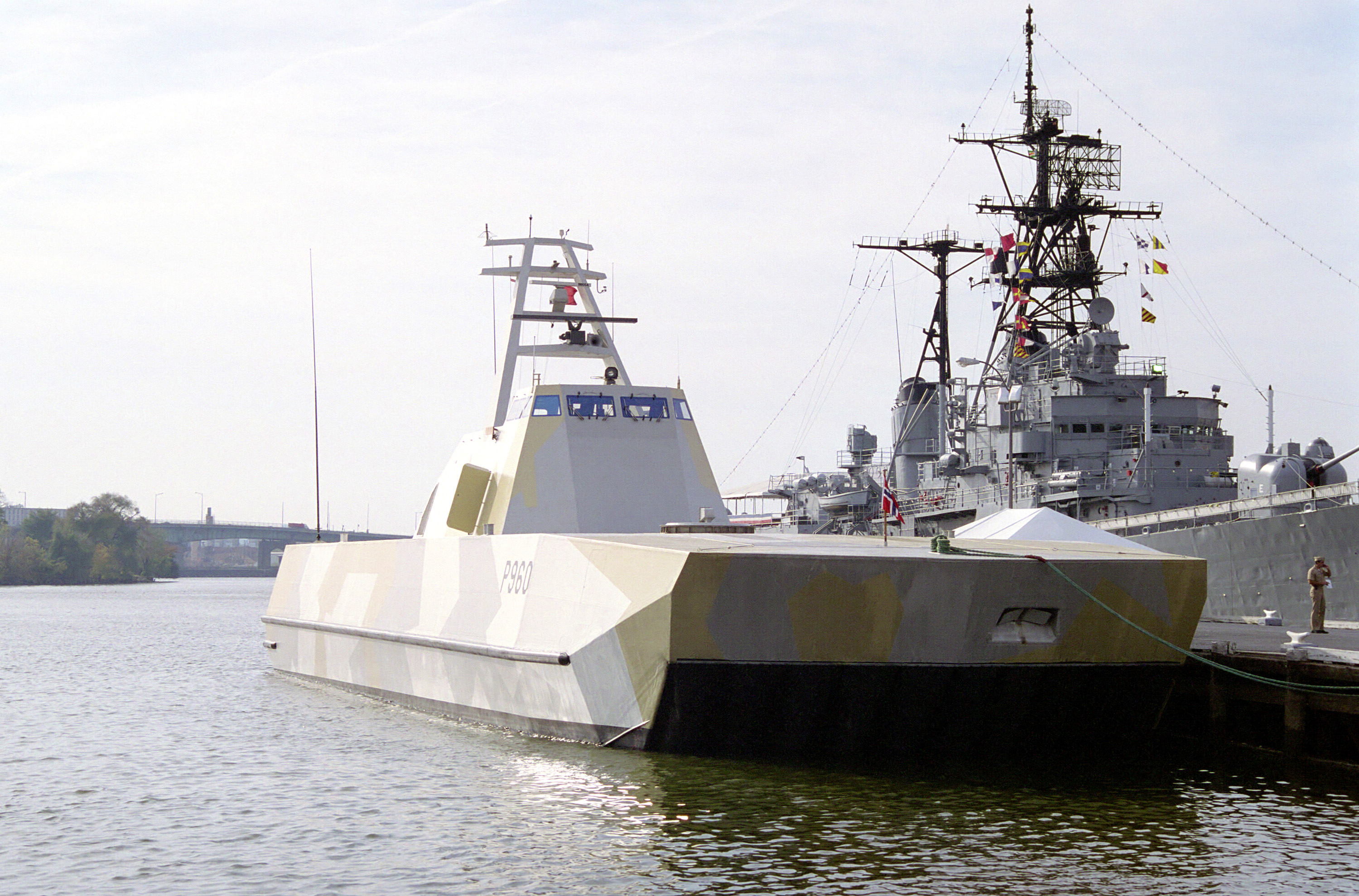
Missiltorpetobåtar norvégien Skjold
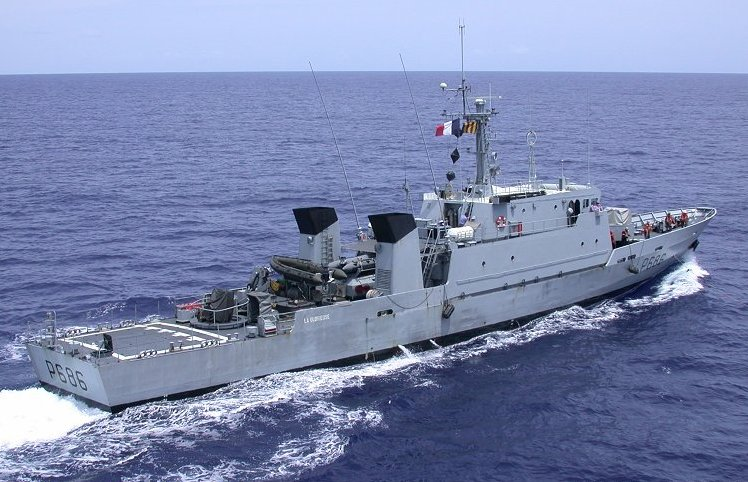
Patrouilleur français La Glorieuse
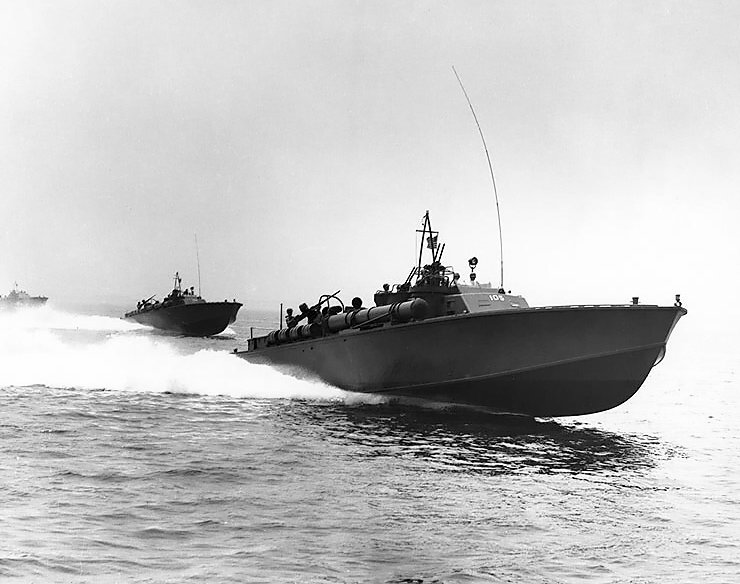
PT Boat americaine 1943
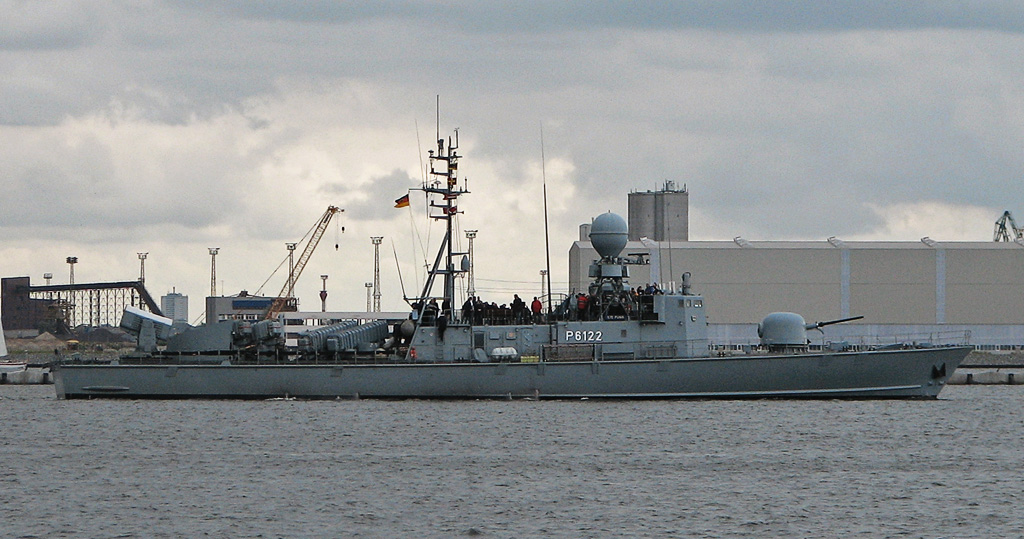
Schnellboot allemand Puma (classe Gepard 143A)
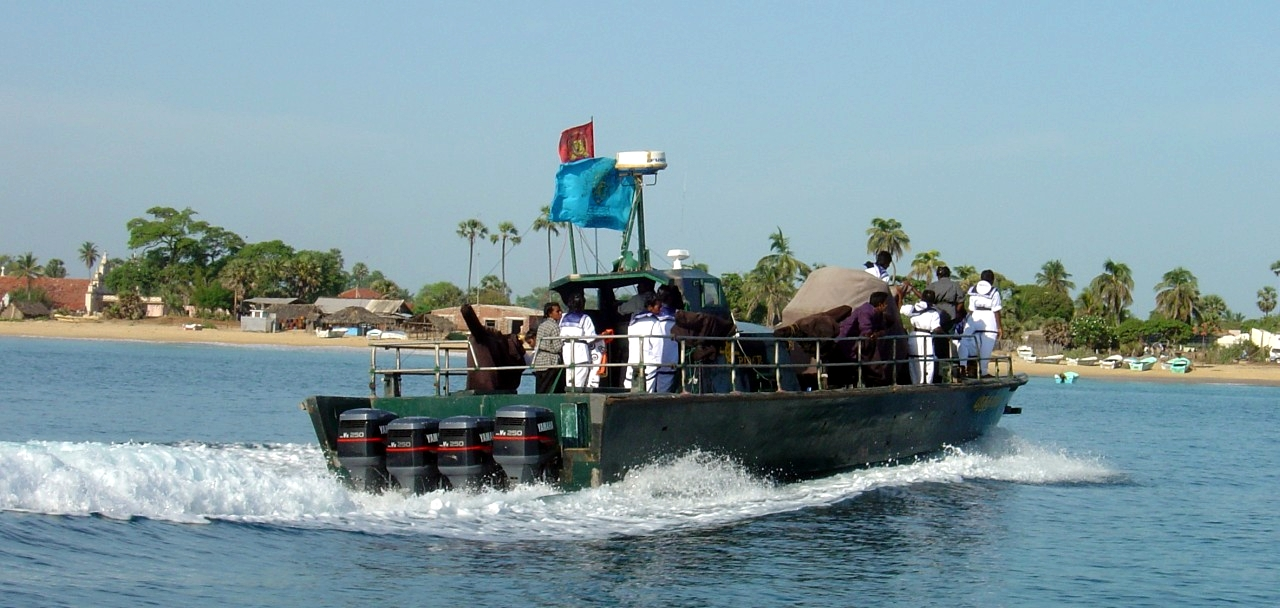
Vedette rapide de la rébellion des Tigres Tamouls
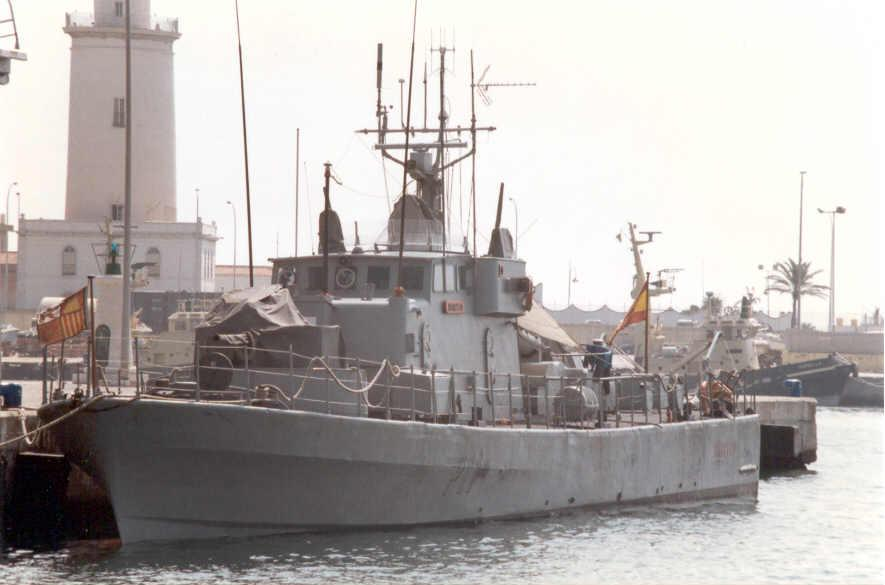
Patrouilleur rapide Barcelo (P-11) de l'Armada espagnole
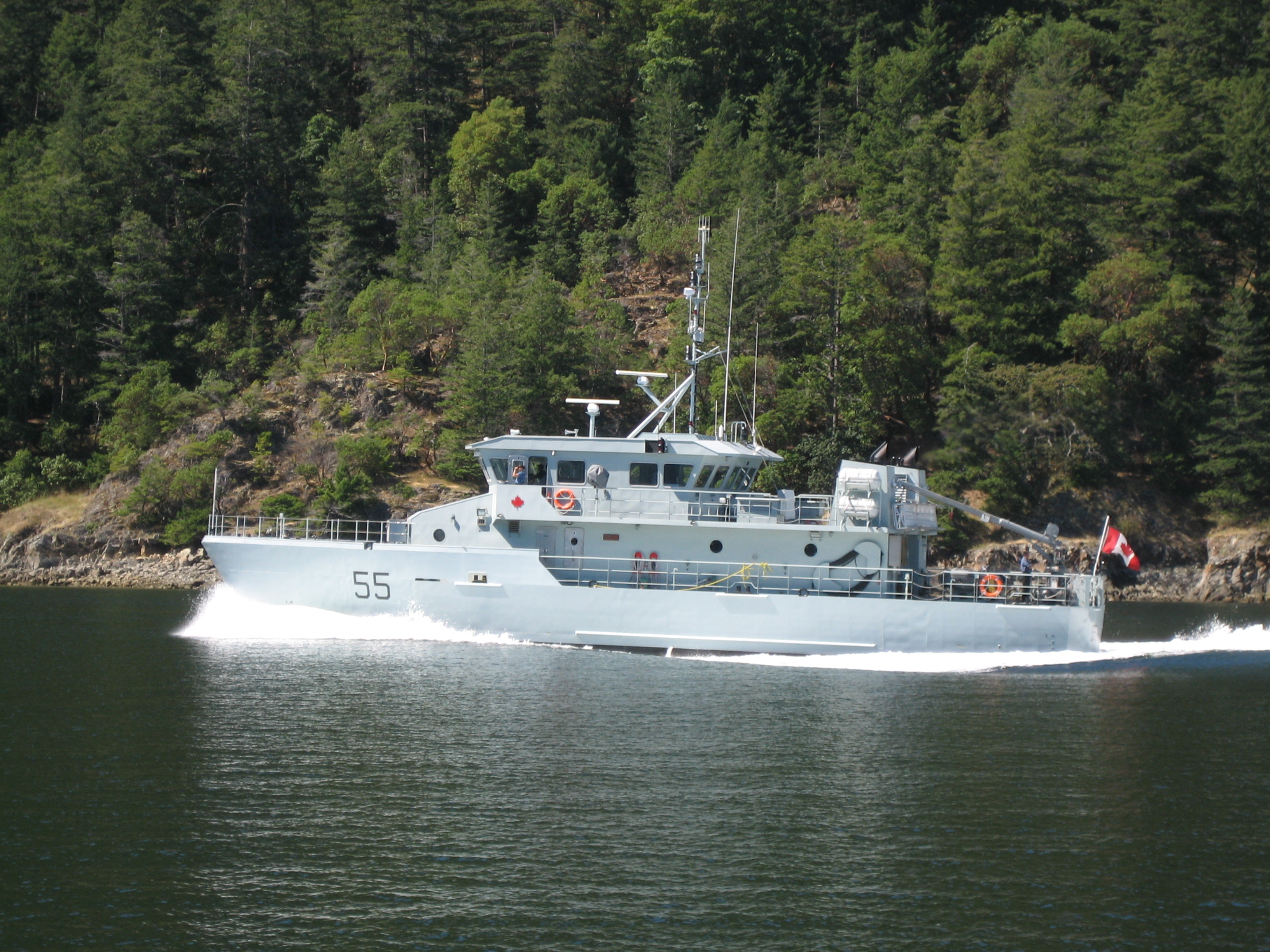
NCSM Orca des Forces canadiennes
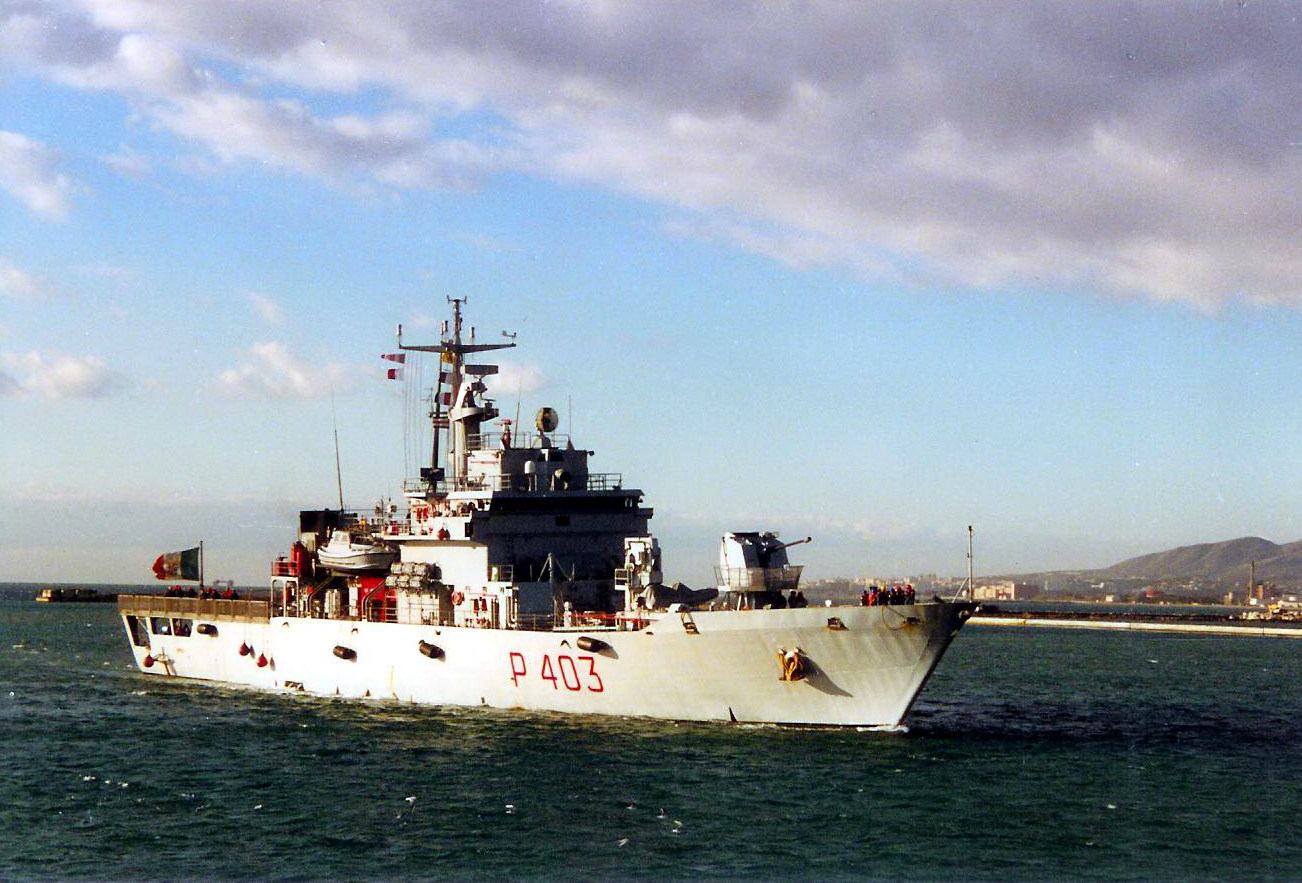
Patrouilleur italien Spica
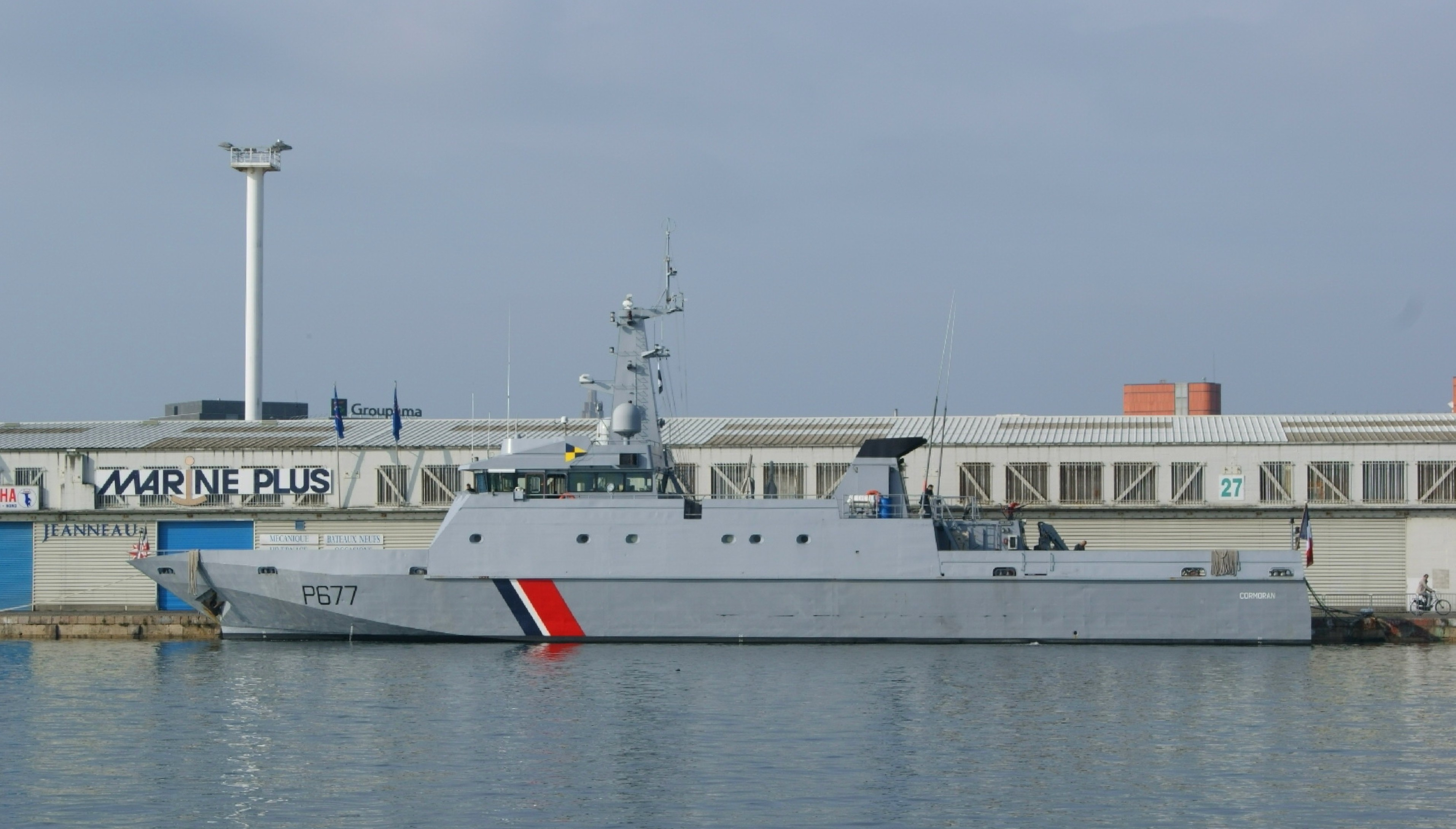
Patrouilleur français Le Cormoran
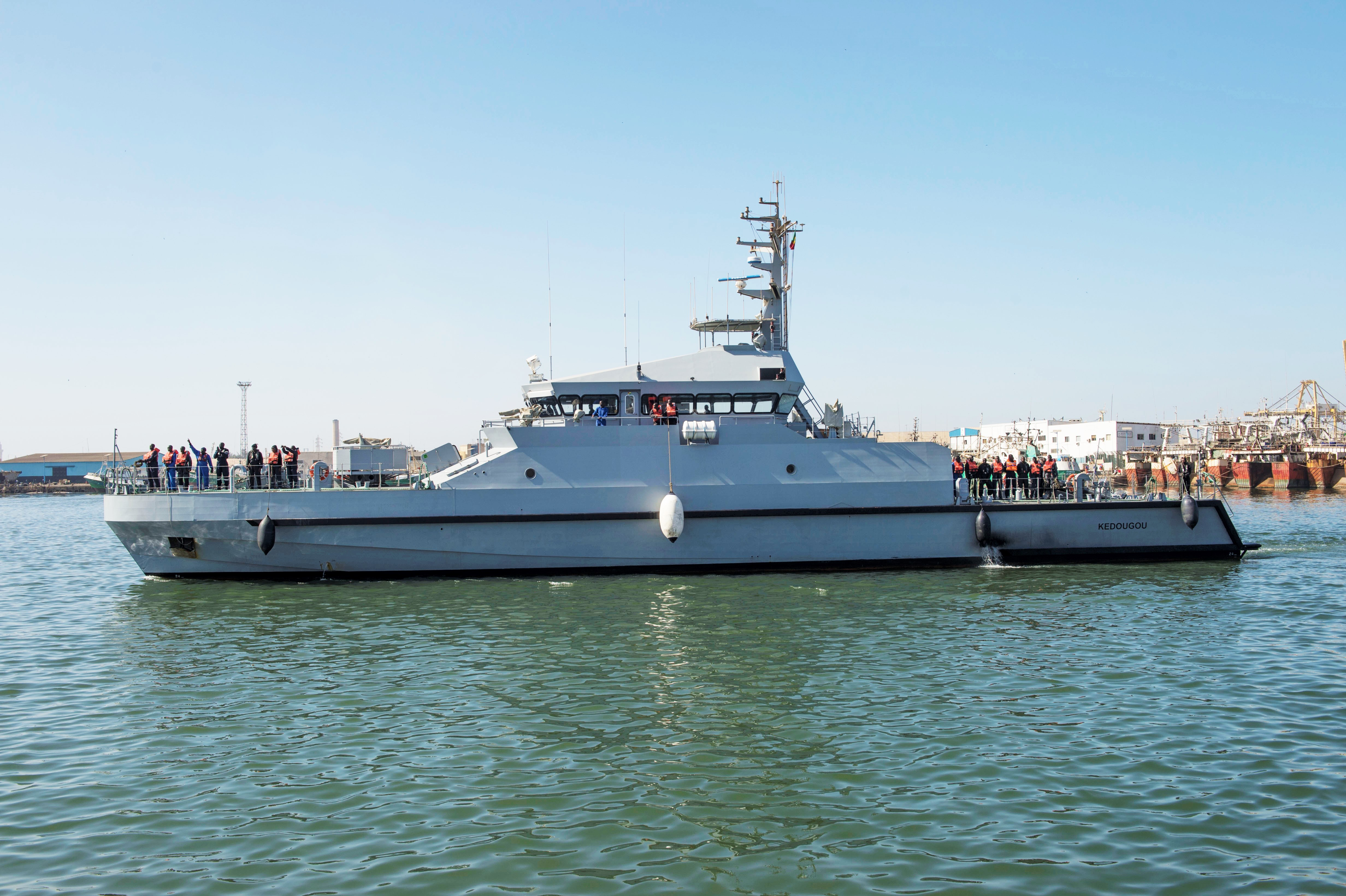
Patrouilleur sénégalais Kédougou (OPV 45)
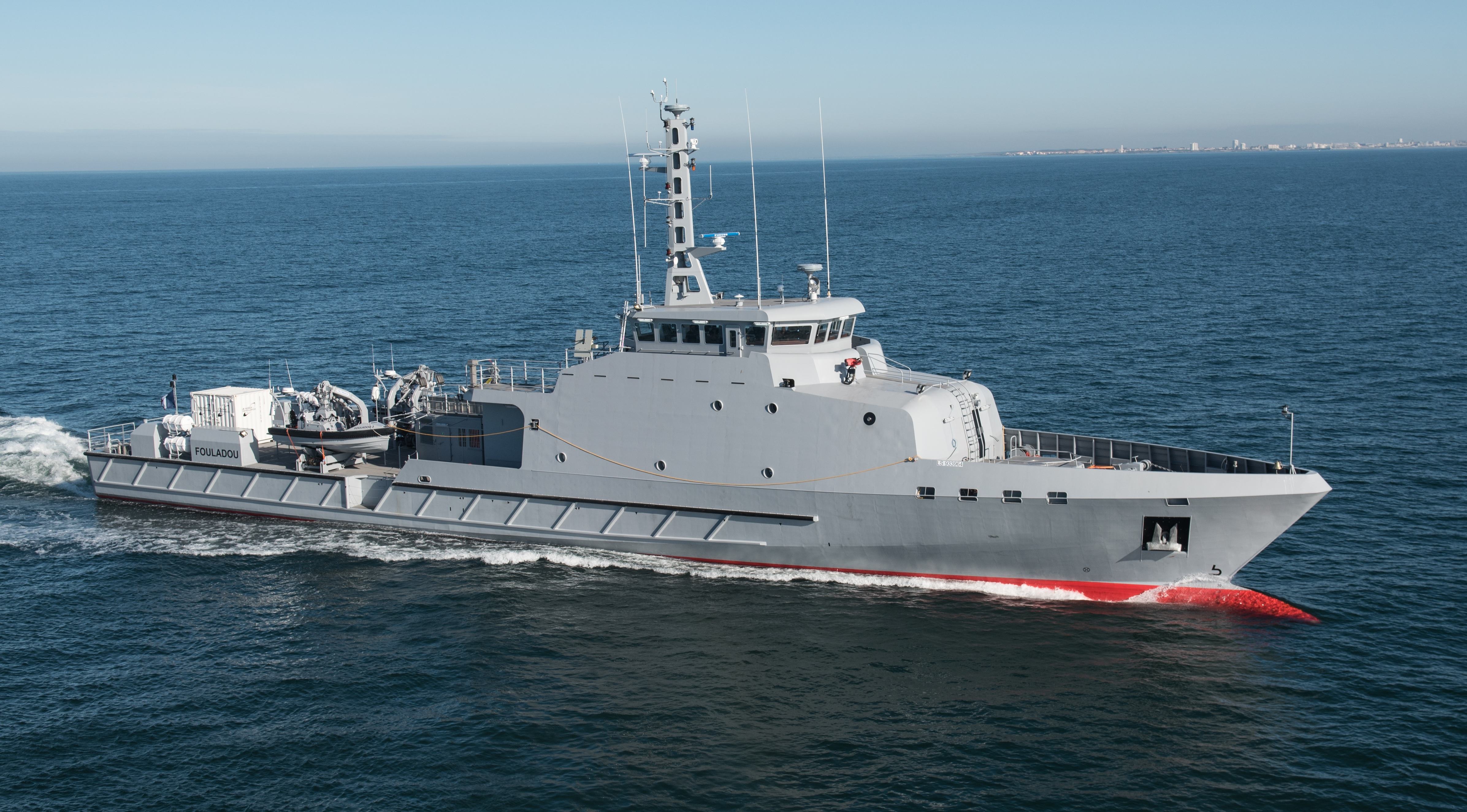
Patrouilleur sénégalais Fouladou (OPV 190)
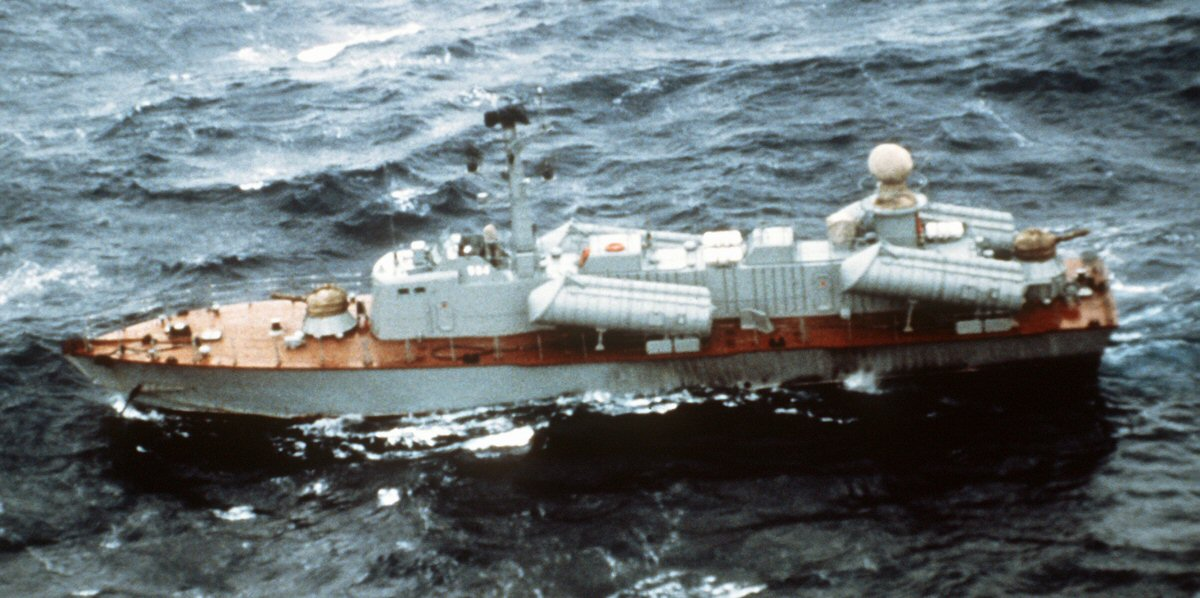
Patrouilleur lance-missiles de Classe Osa 2 (projet 205)
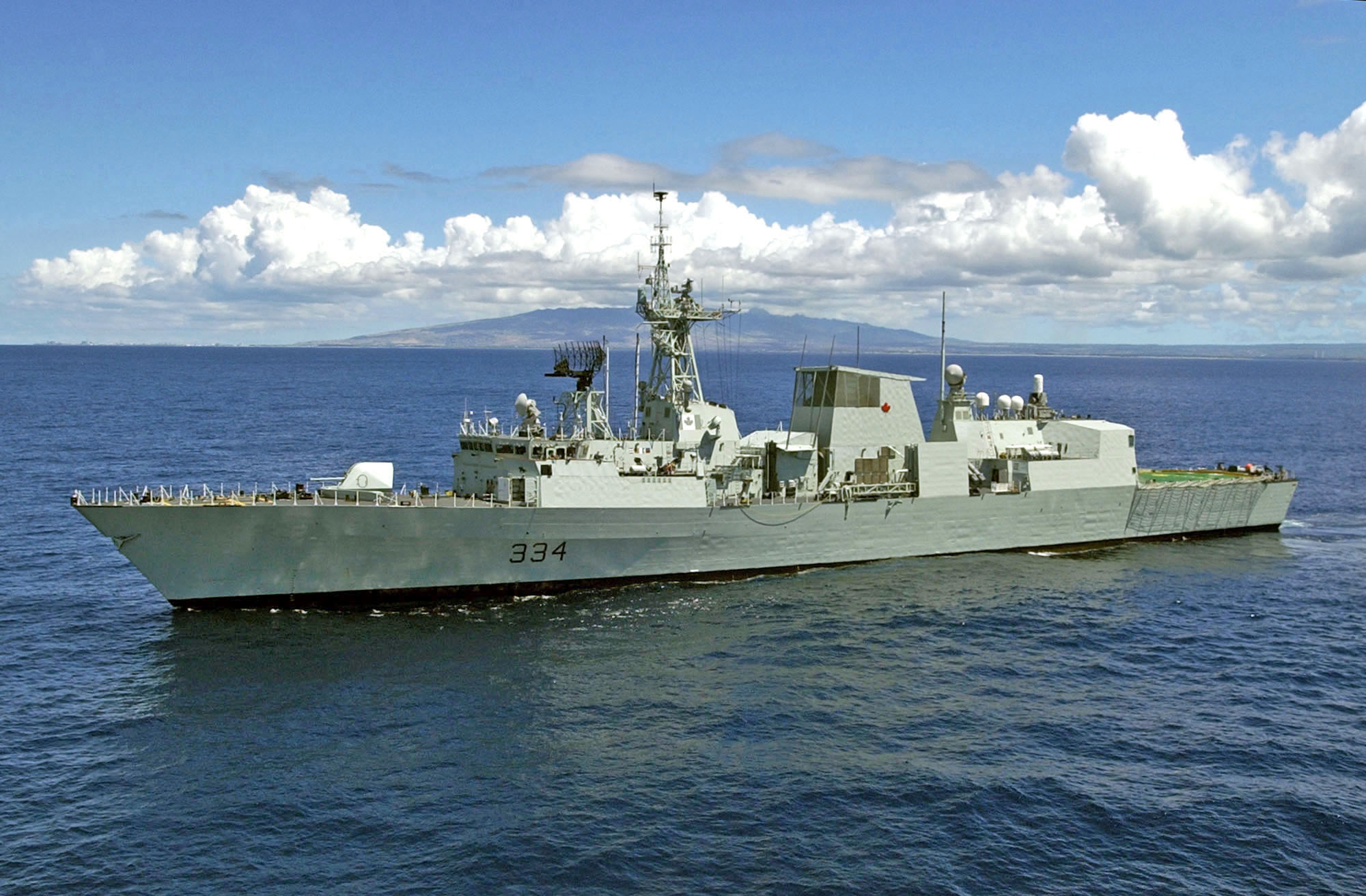
Frégate de patrouille polyvalente de classe Halifax (marine canadienne)
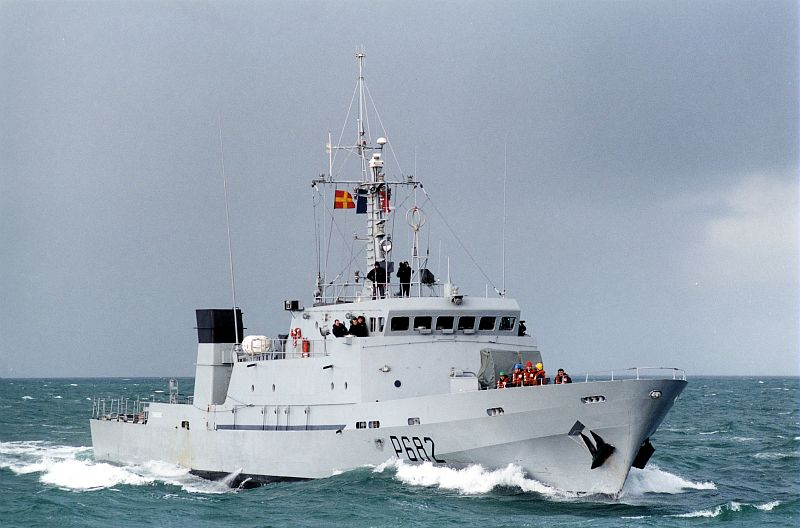
Patrouilleur P400 L'Audacieuse (Marine nationale)